# Meselson–Stahlov eksperiment
Meselson–Stahlov eksperiment je eksperiment koji su izveli Matju Meselson i Franklin Stahl 1958, kojim su podržali hipotezu da je replikacija DNK semikonzervativna. Semikonzervativna replikacija dvolančanog DNK heliksa se odvaja tako da se svaki od dva novonastala heliksa sastoji od jednog originalnog i jednog novoformiranog lanca. Ovaj espreriment se smatra jednim od „najlepših eksperimentata u biologiji“."

## Spoljašnje veze
- Semikonzervativna replikacija DNK
- DNK replikacija